# Voyager 2
Pour les articles homonymes, voir Voyager.
Voyager 2 est l'une des deux sondes spatiales du programme Voyager. Son lancement a eu lieu le 20 août 1977. Comme Voyager 1, elle a été conçue et réalisée au Jet Propulsion Laboratory près de Pasadena en Californie. Techniquement identique à Voyager 1, Voyager 2 a été lancée sur une trajectoire plus lente et plus courbée, ce qui a permis de la maintenir dans le plan de l'écliptique (où se trouvent les planètes du Système solaire). Ainsi, elle a pu être dirigée vers Uranus puis Neptune en utilisant l'assistance gravitationnelle lors des survols de Saturne en 1981 et d'Uranus en 1986. En raison de la trajectoire choisie, Voyager 2 n'a pas pu se rapprocher autant que Voyager 1 de Titan, le plus grand satellite de Saturne. Cependant, c'est aujourd'hui le seul engin spatial à s'être approché d'Uranus et de Neptune et à les avoir survolées. La configuration particulière des quatre planètes géantes qui a rendu leur survol possible ne se reproduit que tous les 176 ans.
Avec Pioneer 10, Pioneer 11, Voyager 1 et New Horizons, Voyager 2 est l'une des cinq sondes spatiales à suivre une trajectoire quittant le Système solaire. Au 29 janvier 2025, la sonde a parcouru environ 21 milliards de kilomètres (140 unités astronomiques) et continue à envoyer des données scientifiques sur son environnement 47 ans après son lancement. Elle a franchi l'héliopause, la limite magnétique du Système solaire, en novembre 2018.

## Caractéristiques de la sonde
Voyager 2 est une sonde spatiale relativement lourde de 815 kilogrammes au départ de la Terre. C'est une copie de Voyager 1 à quelques détails près. Sans les différents appendices, elle tient dans un cube de 4 mètres de côté dont le composant le plus proéminent est l'antenne parabolique de 3,7 mètres de diamètre. Différents équipements font saillie, dont le magnétomètre de 13 mètres de long, les deux antennes radio de 10 mètres, les générateurs thermoélectriques à radioisotope (RTG) installés sur un mat de 3,7 mètres et la plate-forme scientifique installée au bout d'un mat qui l'écarte de 3 mètres du corps central de la sonde. Voyager 2 emporte les mêmes instruments scientifiques que la sonde jumelle Voyager 1. Elle possède d'une part une panoplie d'instruments montés sur une plate-forme orientable pour l'observation des planètes comportant deux caméras vidicon (ISS), un spectromètre ultraviolet (UVS) et un interféromètre radiomètre infrarouge (IRIS), un récepteur d'ondes radio astronomiques (PRA) et pour les plasmas (PWS), un photopolarimètre (PPS), un magnétomètre (MAG) et un détecteur de rayons cosmiques (CRS).

Animation de la trajectoire de Voyager 2 du 20 août 1977 au 30 décembre 2000 Voyager 2 · Terre · Jupiter · Saturne · Uranus · Neptune· Soleil.

## Mission
Voyager 2, comme Voyager 1, doit collecter des données scientifiques sur les planètes extérieures, à savoir Jupiter, Saturne, Uranus et Neptune, qui, à l'époque du lancement du programme Voyager, sont encore pratiquement inexplorées : seules Pioneer 10 et Pioneer 11, des sondes beaucoup plus légères, se sont jusqu'alors approchées de Saturne et de Jupiter. La NASA a lancé ce programme au début des années 1970 pour profiter d'une conjonction exceptionnelle des planètes extérieures, qui permet aux sondes de passer de planète en planète sans consommer de carburant et en suivant une trajectoire tendue qui limite leur temps de transit. L'objectif principal assigné aux deux sondes est de recueillir des données permettant de mieux connaître les deux planètes géantes, Saturne et Jupiter, leur magnétosphère et leurs satellites. Ceux-ci, qui sont pour certains de la taille d'une planète, sont très mal connus. L'étude de la lune Titan, dont on sait déjà à l'époque qu'elle possède une atmosphère évoluée, est jugée aussi importante que l'exploration de Saturne sa planète mère. Enfin, l'étude des deux autres planètes géantes du Système solaire, Neptune et Uranus, sur lesquelles on détient très peu d'informations du fait de l'éloignement, constitue un objectif majeur à partir du moment où Voyager 1 a achevé avec succès sa mission.
Voyager 2, qui suit sa sonde jumelle, a d'abord pour objectif de poursuivre la mission de Voyager 1 au cas où celle-ci tomberait en panne avant d'avoir mené à bien l'exploration de Jupiter, Saturne et de leurs lunes en particulier de Titan. Voyager 1 ayant réalisé sans encombre sa mission, Voyager 2 peut exécuter un programme venant compléter l'exploration des planètes extérieures entamée par Voyager 1. Celui-ci comprend d'abord le survol de Jupiter et de Saturne selon une trajectoire différente de celle de sa sonde jumelle, permettant d'observer de plus près certaines lunes ou de faire des observations des planètes géantes sous un angle différent ; ensuite, l'exploration d'Uranus et Neptune, les deux planètes géantes situées aux confins du Système solaire, qui n'avaient jusque-là jamais été survolées par une sonde spatiale.
La sonde utilise l'assistance gravitationnelle de chaque planète survolée pour se diriger vers la planète suivante. Grâce à une conjonction exceptionnelle ne se reproduisant que tous les 176 ans, Voyager 2 peut ainsi survoler quatre planètes sans pratiquement utiliser ses moteurs-fusées aux capacités de toute façon très limitées : la sonde n'emporte en effet que 90 kg d'hydrazine pouvant fournir sur l'ensemble du périple un changement de vitesse de 143 m/s. Pluton est à l'époque la dernière planète extérieure du Système solaire. Voyager 2 n'a pu approcher Pluton car il aurait fallu que la sonde « traverse » Neptune pour que l'assistance gravitationnelle de celle-ci la mène à cette planète.

## Déroulement de la mission

### Lancement et transit vers Jupiter

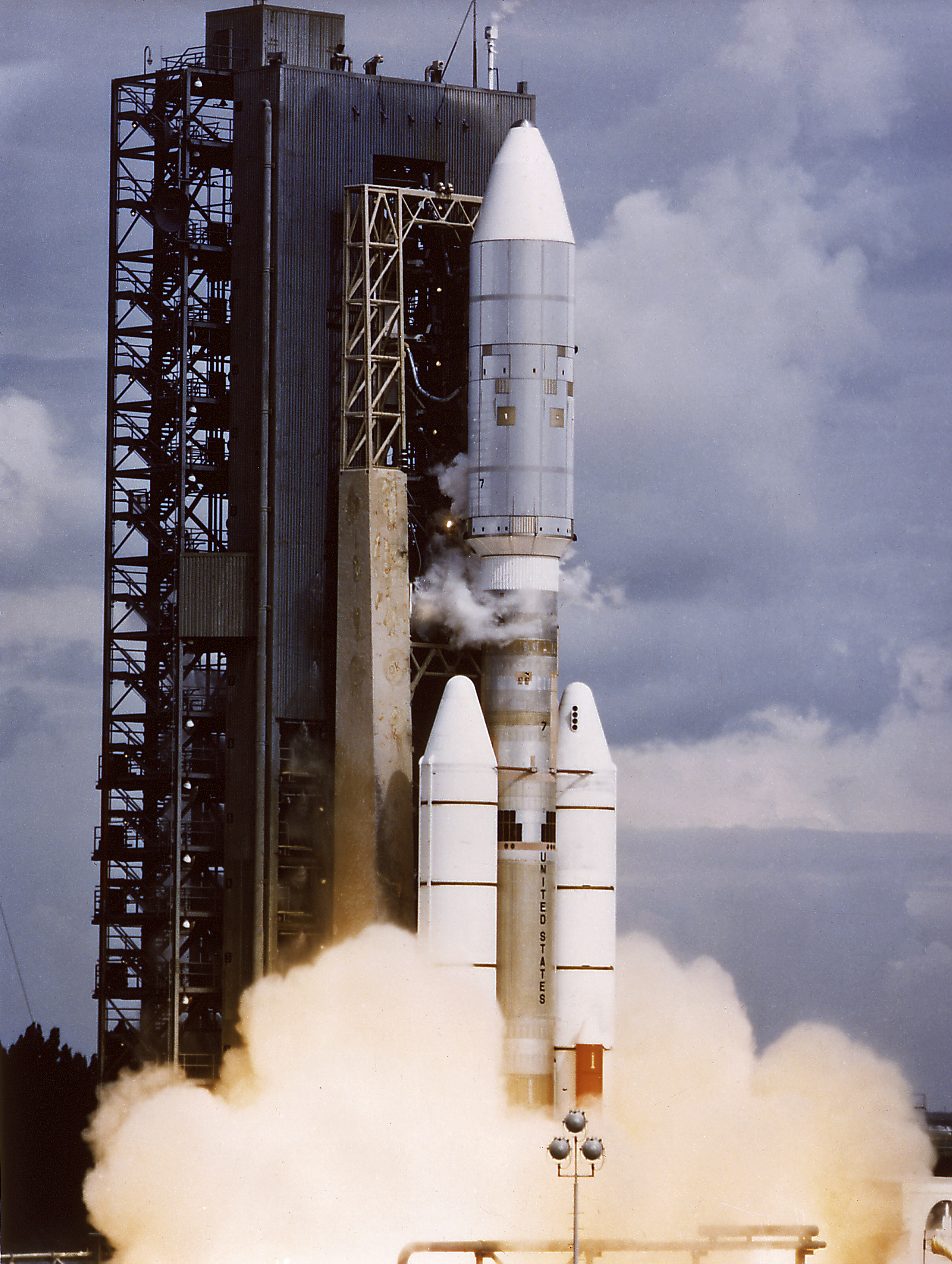
Lancement de Voyager 2 le 20 août 1977 par une fusée Titan IIIE/Centaur.

La sonde spatiale Voyager 2 est lancée par une fusée Titan IIIE-Centaur le 20 août 1977. Elle entame alors un vol de transit qui doit l'amener à proximité de Jupiter deux ans plus tard. Bien que lancée trois semaines avant Voyager 1, elle n'effectue le survol de Jupiter que quatre mois après sa jumelle du fait d'une trajectoire différente. Dès le départ, la sonde est victime de plusieurs incidents. Peu après le lancement, l'ordinateur dédié au contrôle du vol diagnostique à tort un problème d'orientation et entame des manœuvres qui entraînent une coupure de la liaison radio avec la Terre de deux heures. L'informatique embarquée finit par régler de manière autonome le problème qui avait pour origine l'introduction de mauvais paramètres dans le système de contrôle d'orientation. Quelques semaines plus tard, l'équipe des contrôleurs au sol, accaparée par de nouveaux projets, omet d'envoyer un message radio à la sonde. Celle-ci interprète l'absence de message comme un dysfonctionnement de son récepteur radio et bascule sur son récepteur de secours. Mais celui-ci présente une défaillance réelle et subtile qui interdit toute communication et l'ordinateur de la sonde tente à plusieurs reprises de recevoir les messages en basculant du récepteur primaire au récepteur de secours. Un fusible de l'alimentation électrique du récepteur primaire finit par sauter, mettant définitivement celui-ci hors service. L'équipe au sol parvient par la suite à reprendre contact avec la sonde au moyen de l'émetteur de secours, qui restera par la suite toujours capricieux mais continuera de fonctionner en 2010.

### Survol de Jupiter et de ses lunes
Trois mois avant de croiser Jupiter la sonde commence à effectuer des prises de vues ; celles-ci continueront jusqu'en août et 13 350 photos de Jupiter et des lunes seront prises. La sonde Voyager 2 effectue, 18 semaines après Voyager 1, le survol de Jupiter le 9 juillet 1979 à 22 h 28 en passant à 721 670 km du centre de la planète. La trajectoire retenue doit permettre de compléter les données recueillies par Voyager 1 avec en particulier un passage à faible distance de la lune Europe (63 130 km), l'observation de l'atmosphère sud de la planète géante ainsi qu'une étude détaillée de la queue magnétique de Jupiter. La sonde passe également non loin de Ganymède (62 130 km) et de Callisto (214 930 km). La sonde confirme l'activité volcanique détectée sur Io par Voyager 1.

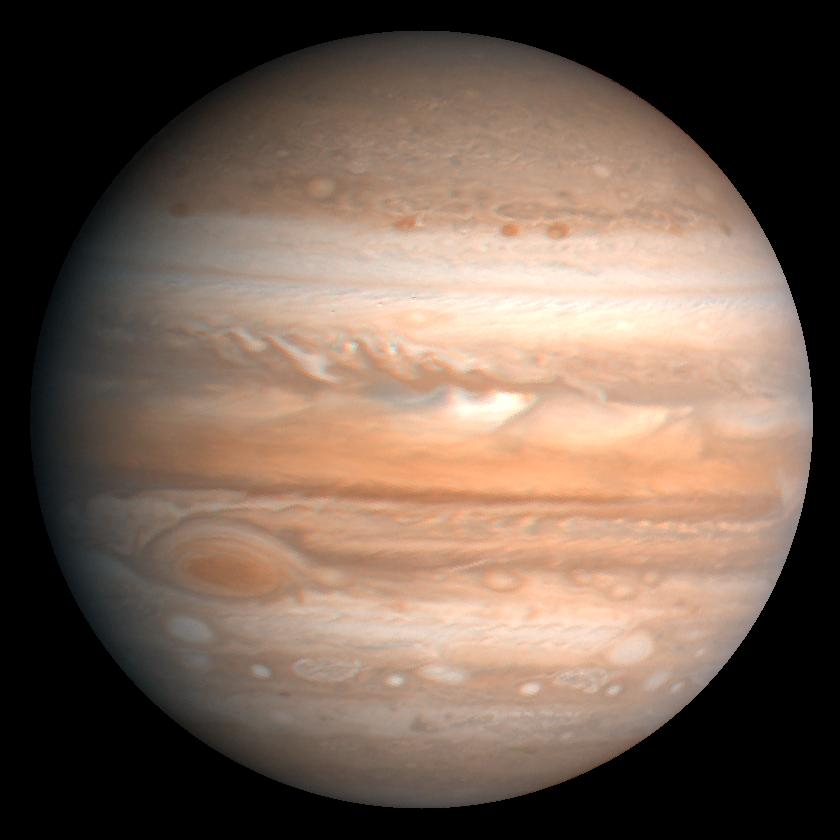
Jupiter en vraies couleurs.
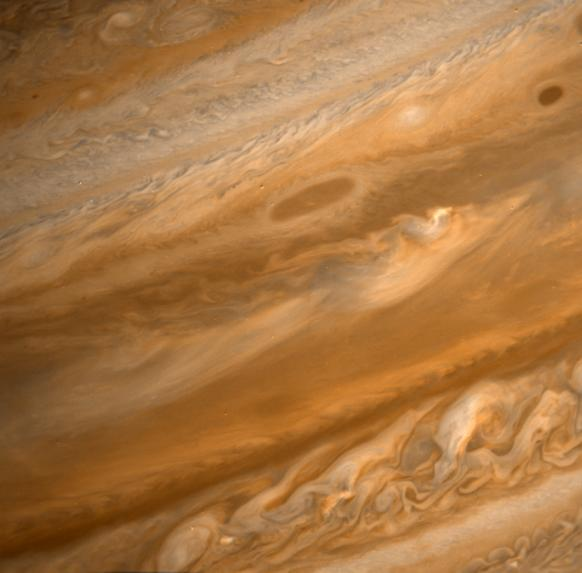
Détail sur Jupiter.
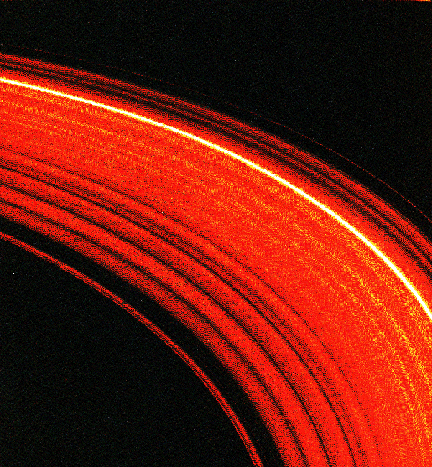
Les anneaux de Jupiter en fausses couleurs.
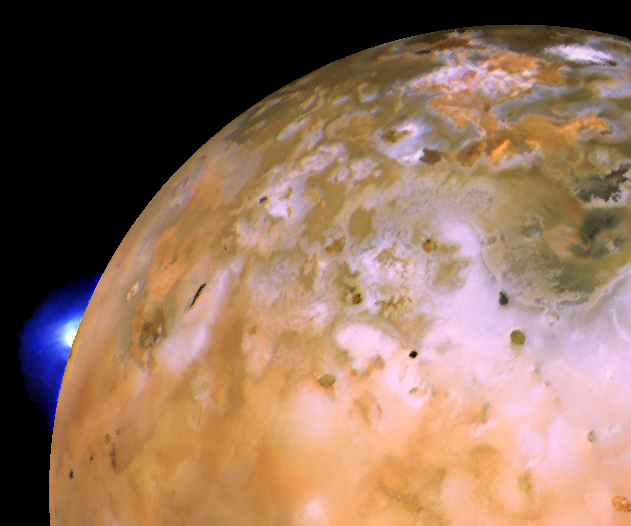
Éruption sur Io.
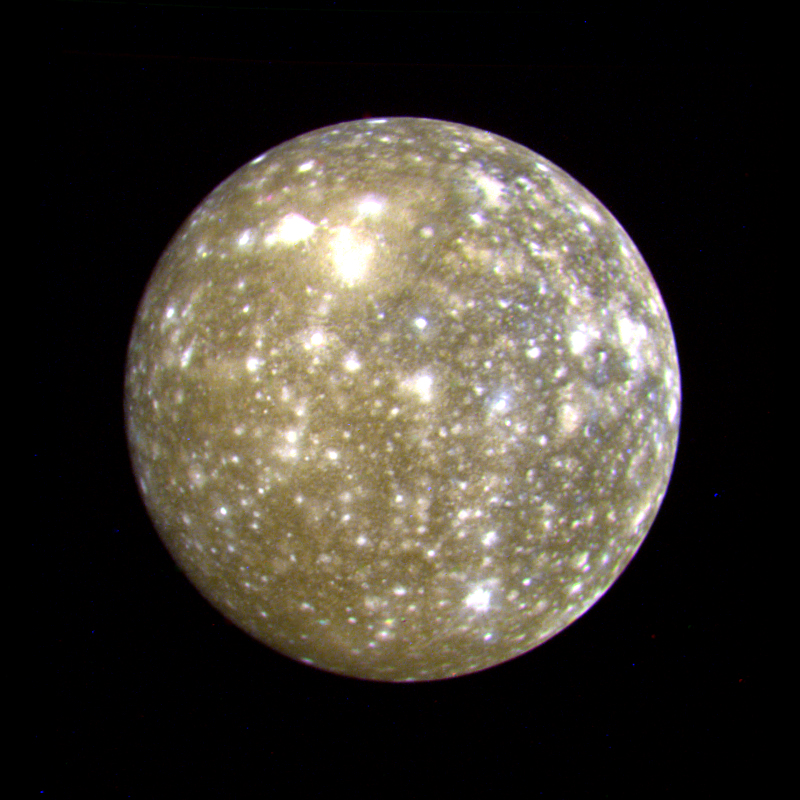
La lune Callisto.
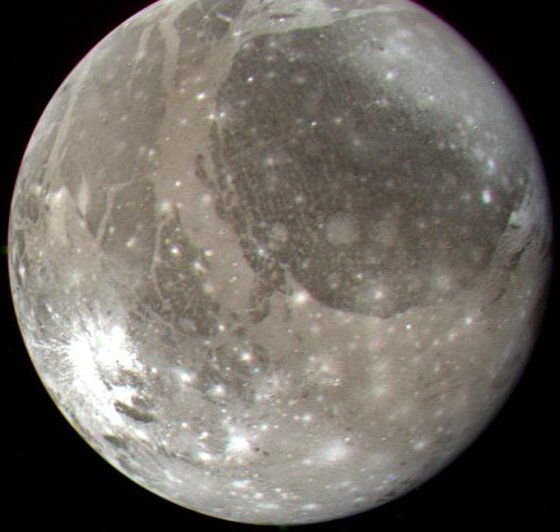
La lune Ganymède.
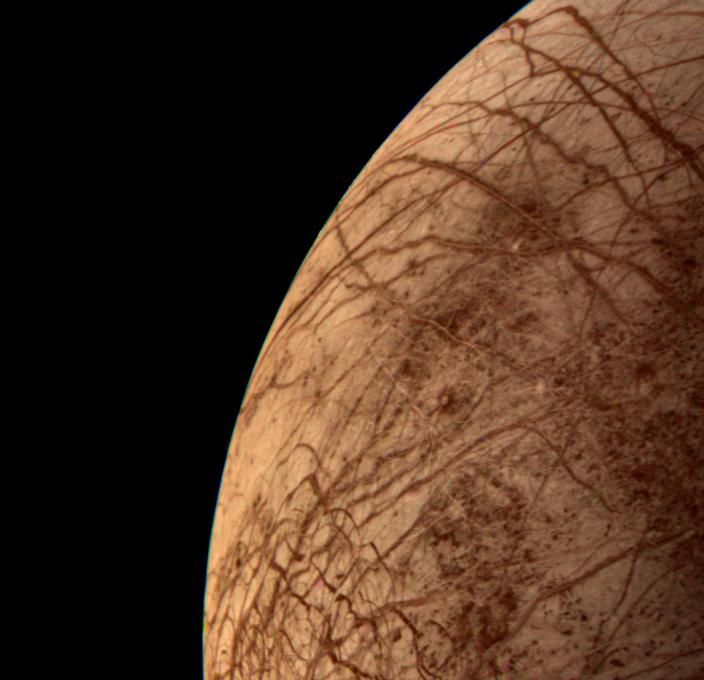
Gros plan sur Europe.

### Survol de Saturne et de ses lunes
Le vol de transit vers la planète géante gazeuse Saturne dure 22 mois. Durant le trajet les séquences d'opérations à exécuter, une fois la destination atteinte, sont développées par les équipes au sol et testées. Voyager 2 passe à 161 000 km du centre de la planète le 26 août 1981, neuf mois après Voyager 1. Les caméras de Voyager 2, plus sensibles que celles de Voyager 1, permettent de détecter de nombreuses configurations dans l'atmosphère de la planète. À l'aide de son instrumentation radio Voyager 2 parvient à sonder les couches externes de l'atmosphère de la géante gazeuse. Des températures passant de 82 kelvins au niveau de pression 70 millibars à 143 kelvins au niveau de pression 1 200 millibars sont mesurées. La sonde est dirigée de manière à pouvoir obtenir de meilleures vues des lunes que Voyager 1. Deux heures après être passé au plus près de Saturne, la plate-forme orientable supportant les instruments se bloque temporairement entraînant l'annulation des mesures par l'ordinateur principal et la perte d'une quantité importante de données. 24 heures plus tard, le problème de plate-forme est résolu mais la situation est définitivement rétablie trois jours plus tard après envoi d'instructions par les équipes au sol. La trajectoire retenue permet à la sonde d'utiliser l'assistance gravitationnelle de Saturne pour se diriger vers sa destination suivante : Uranus,.

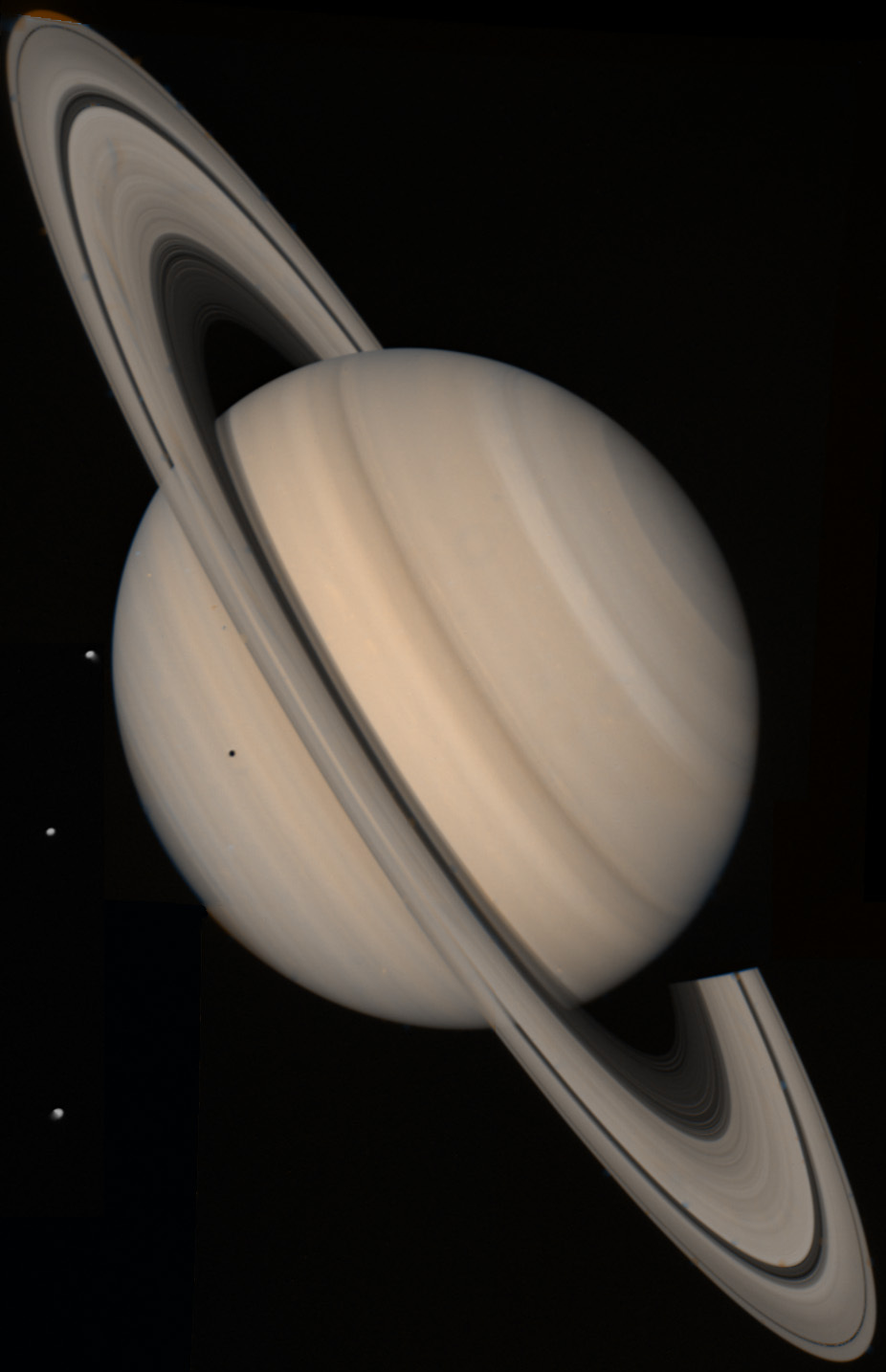
Saturne en vraies couleurs avec les lunes Téthys, Dioné et Rhéa.
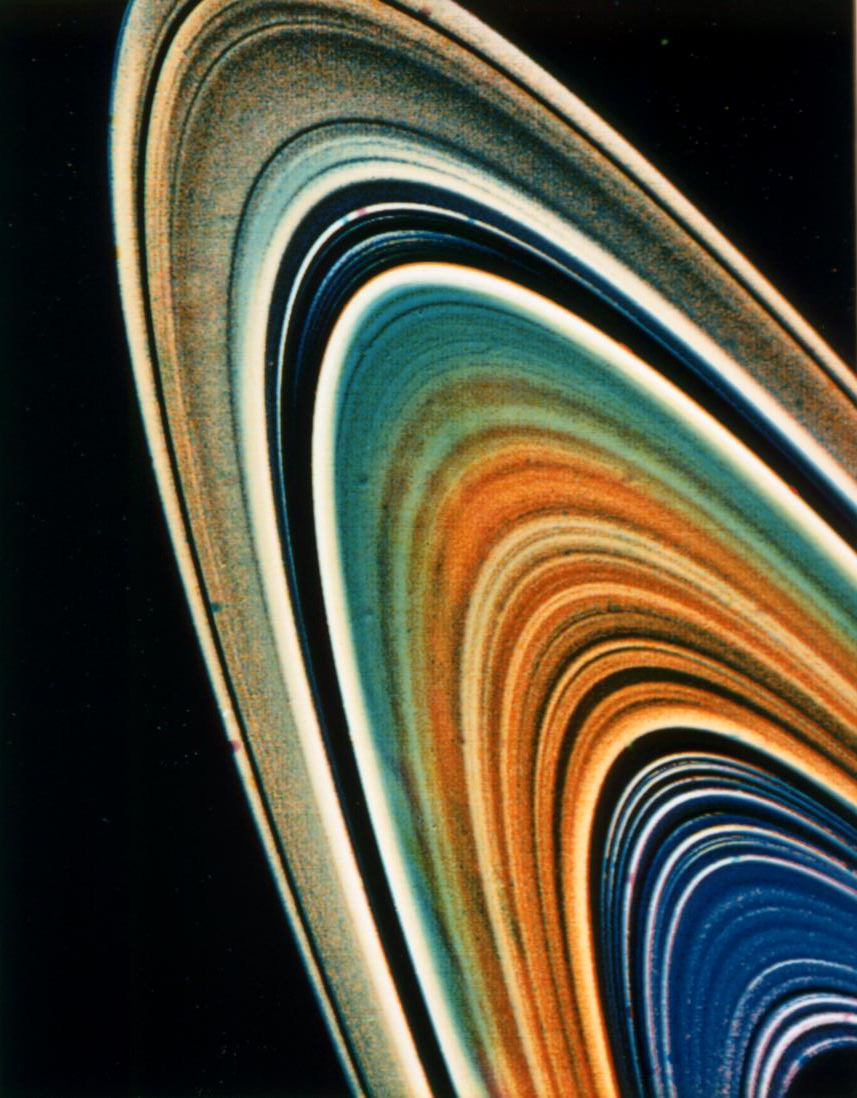
Les anneaux de Saturne en fausses couleurs.
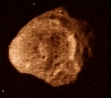
Hypérion.
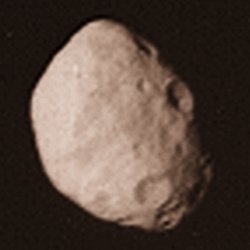
Janus.
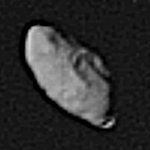
Une photo à basse résolution de Prométhée.
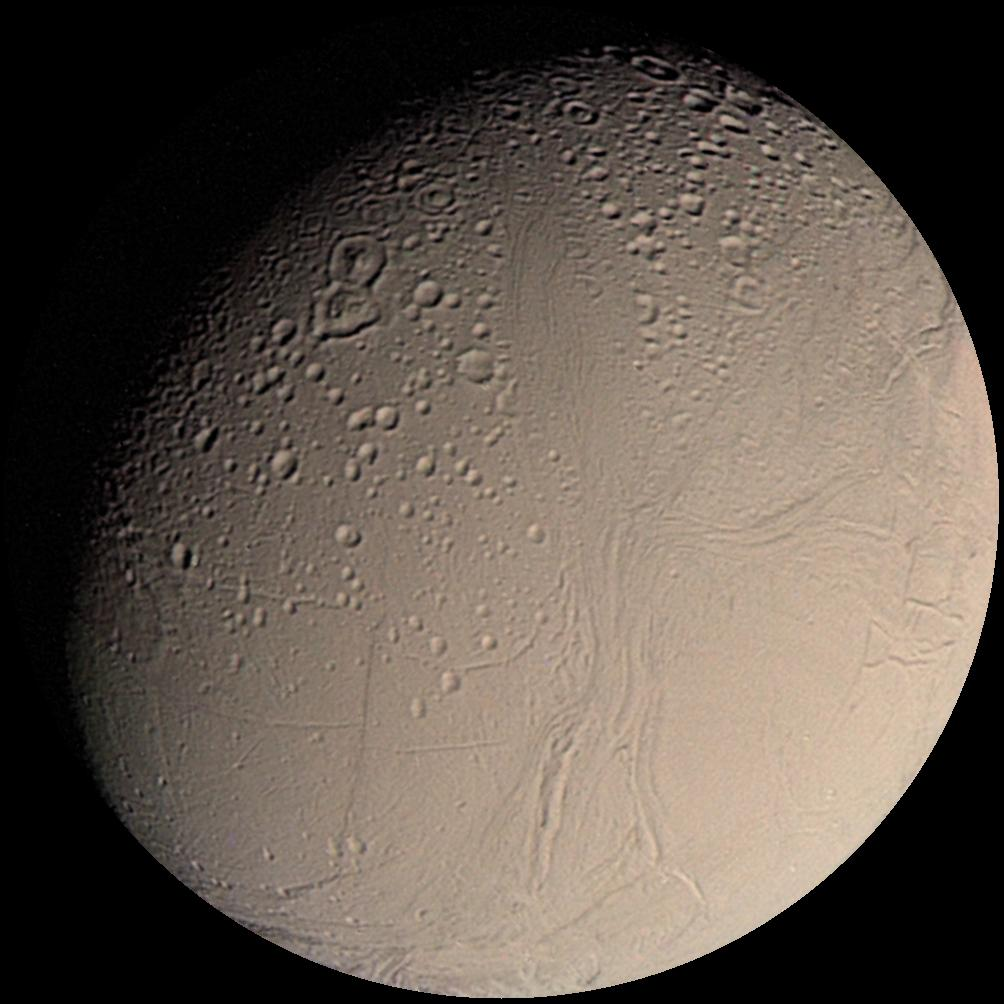
Encelade.
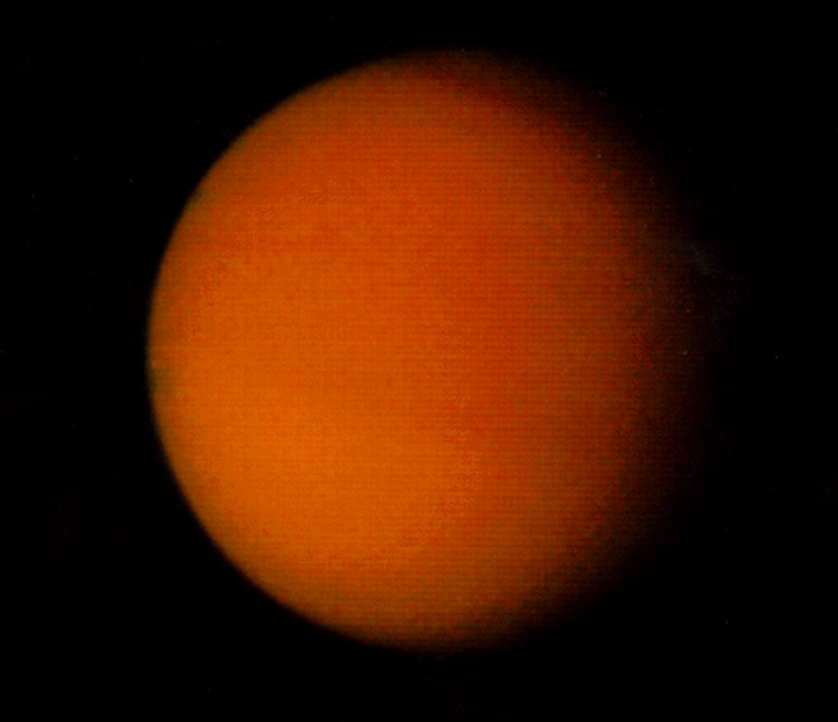
La lune Titan.
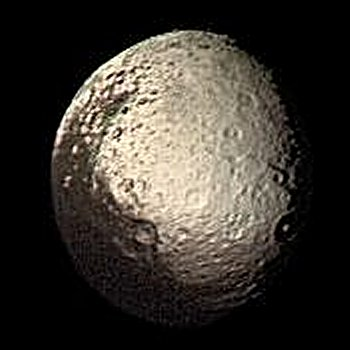
La lune Japet.

### Survol d'Uranus et de ses lunes
La planète géante gazeuse Uranus (50 000 km de diamètre) a un axe de rotation fortement incliné pratiquement situé dans son plan de révolution autour du Soleil. La recherche d'indices pouvant expliquer cette particularité unique dans le Système solaire est un des objectifs assignés à la sonde Voyager 2 qui est par ailleurs la première sonde à effectuer un survol de la planète. Voyager 2 met en évidence la présence d'un champ magnétique dont l'intensité est proche de celui de la Terre et qui est incliné de 60° par rapport à l'axe de rotation de la planète.
Le 24 janvier 1986, Voyager 2 passe à 81 000 km de la planète et 30 000 km de son satellite Miranda. La sonde détecte le champ magnétique d'Uranus, qui fait un angle surprenant de 55° par rapport à l'axe de rotation de la planète. La sonde découvre dix nouvelles lunes en plus des cinq déjà connues. Toutes ces lunes sont de petite taille, la plus grande ayant un diamètre de 150 km. Les cinq lunes déjà connues sont des agglomérats de roche et de glace comme celles de Saturne. Titania comporte d'énormes failles et canyons indiquant un passé géologique actif, sans doute d'origine tectonique. Ariel est la plus brillante des lunes d'Uranus et sa surface, marquée par des failles et des écoulements de glace, est la plus jeune du système. Umbriel et Obéron semblent avoir connu peu d'activité géologique car leur surface est ancienne et sombre. Voyager 2 a permis d'effectuer des observations détaillées de Miranda, la plus proche d'Uranus, qui ont révélé un monde particulièrement étrange parcouru par des canyons profonds de 20 km et des structures en gradin faites d'un mélange de terrains jeunes et anciens. Selon une des hypothèses en cours, ces caractéristiques résulteraient de l'agrégation des fragments de la lune d'origine qui aurait subi l'impact d'un autre corps céleste.
Les neuf anneaux d'Uranus, découverts dans les années 1970 depuis la Terre, sont analysés par la sonde et montrent des caractéristiques différentes de ceux de Saturne et Jupiter : ils sont très fins, très étroits et très sombres. Ils ne se sont pas formés en même temps qu'Uranus et leur apparition est relativement récente. Les composants qui les forment sont peut-être les restes d'une lune qui aurait été fragmentée soit par un impact avec un autre objet céleste se déplaçant à très grande vitesse, soit par les forces gravitationnelles de la planète mère.

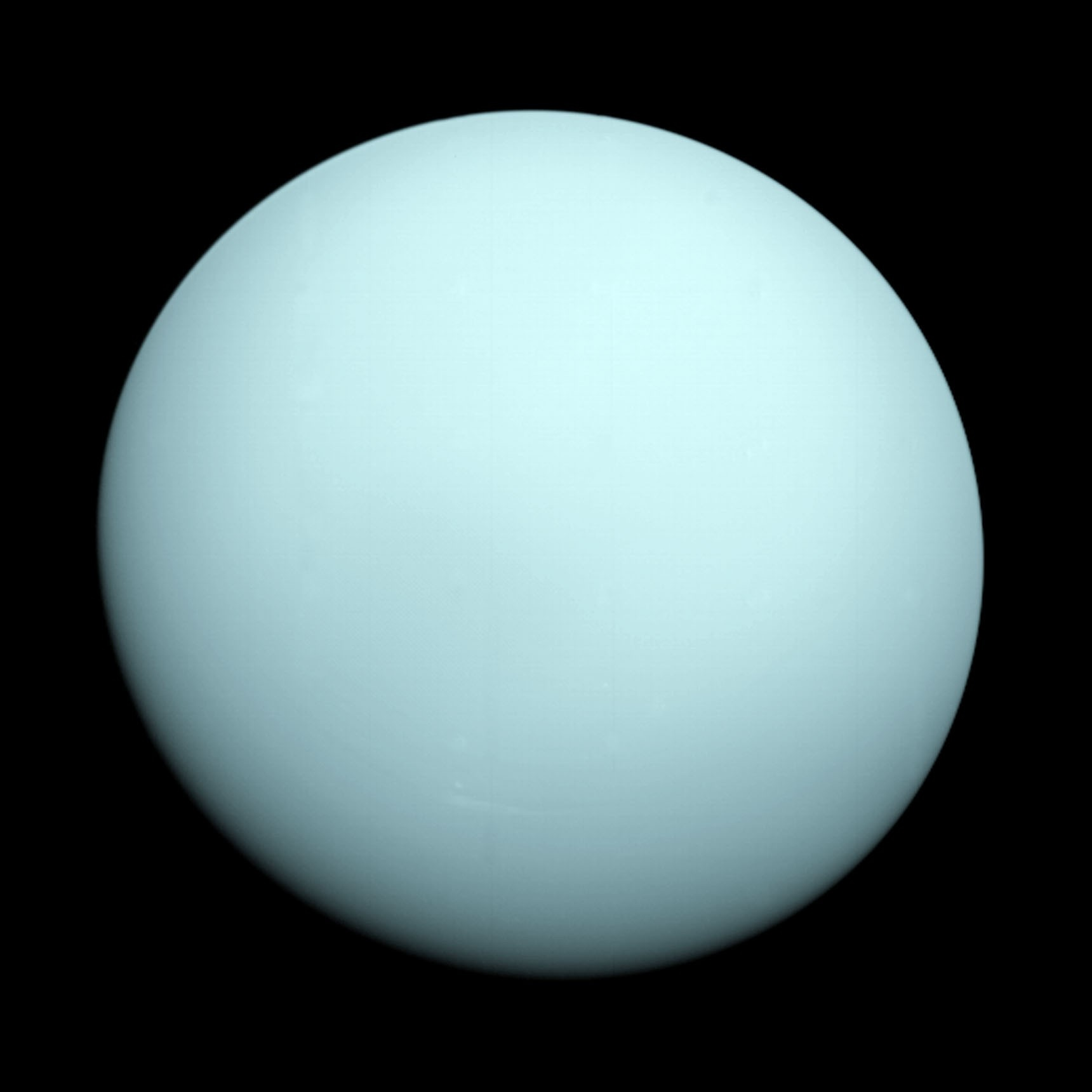
Uranus en vraies couleurs.
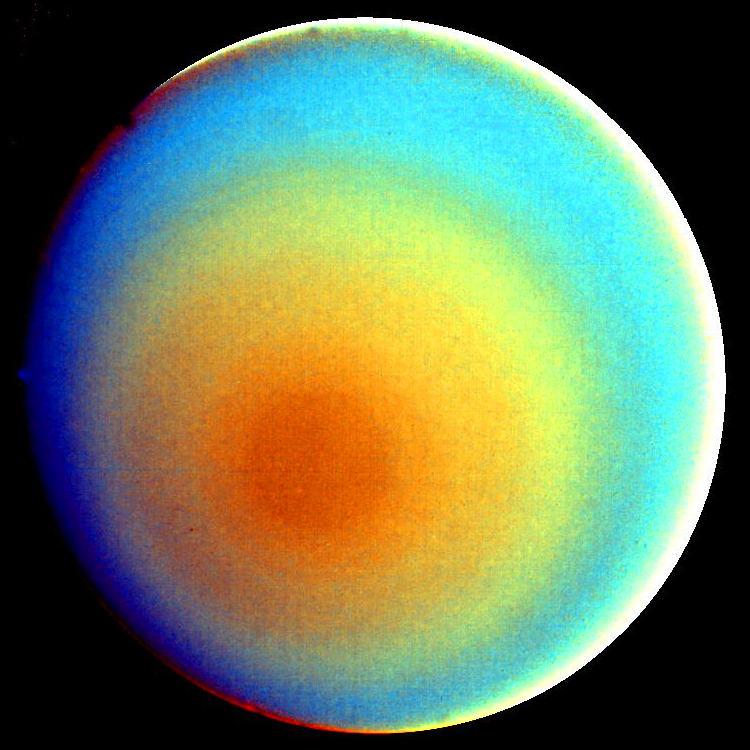
Uranus en fausses couleurs.
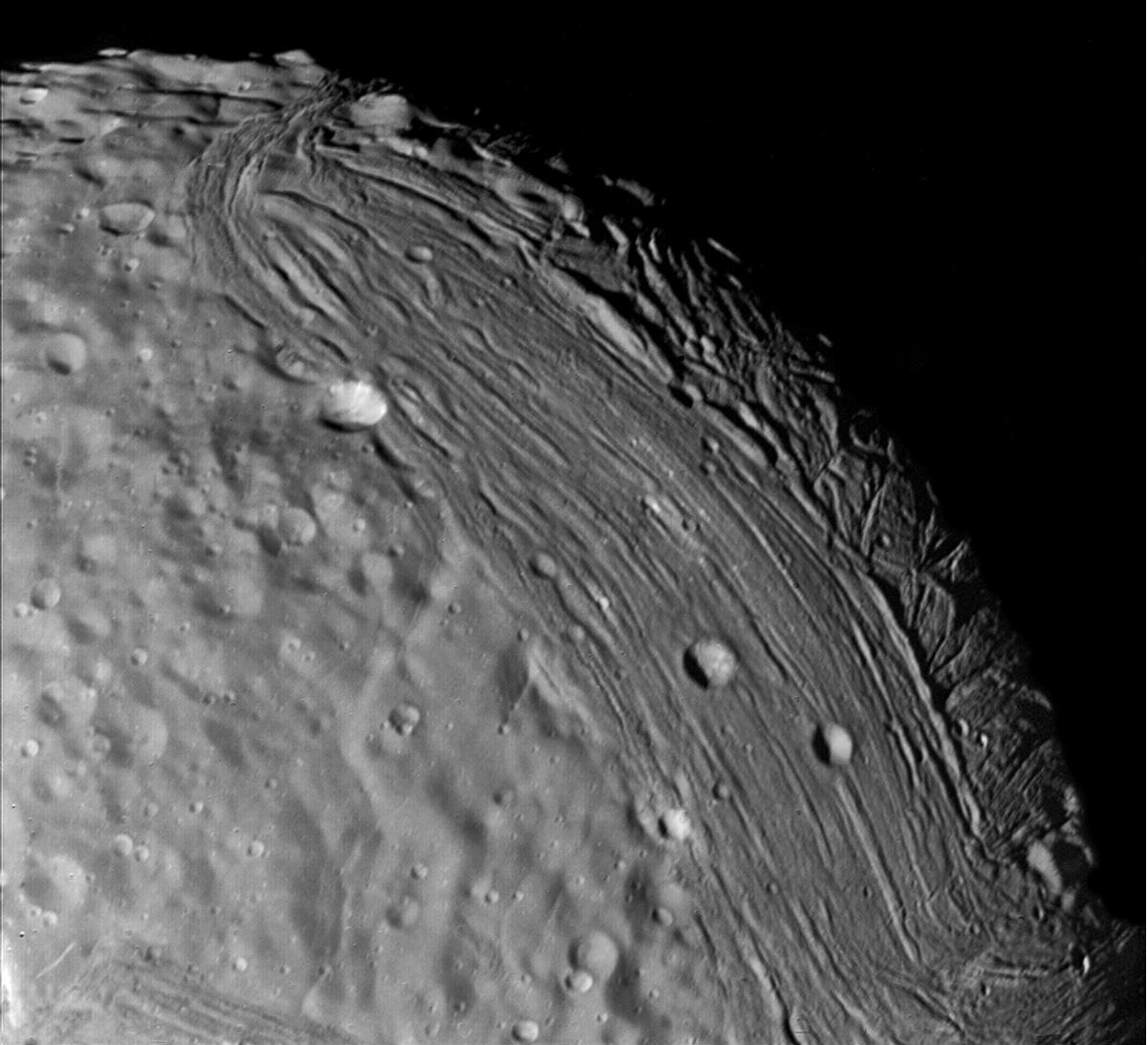
Gros plan sur la surface de Miranda.
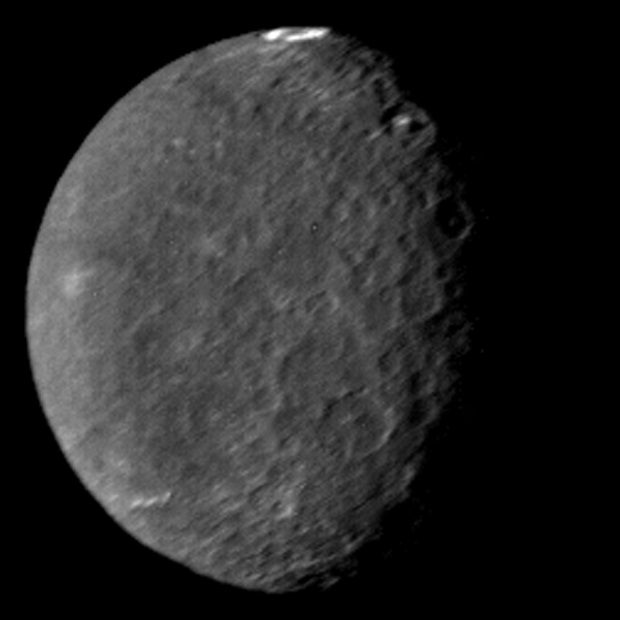
La lune Umbriel.
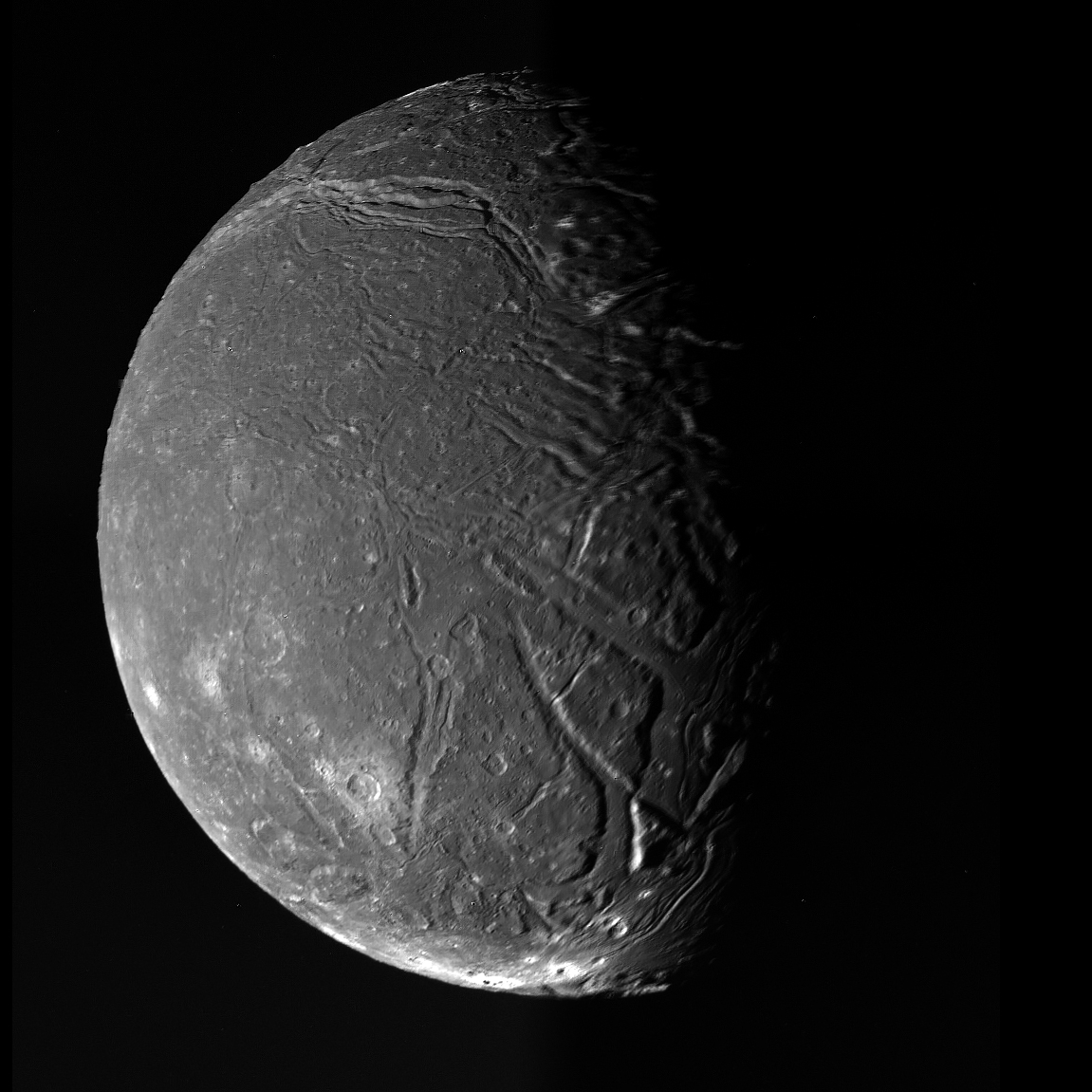
La lune Ariel.

### Survol de Neptune et de ses lunes
Voyager 2 est la première sonde spatiale et à ce jour la seule à avoir survolé la planète géante gazeuse Neptune (environ 50 000 km de diamètre). La trajectoire à travers le système planétaire de Neptune est mise au point une fois le survol d'Uranus et de ses lunes achevé. Comme il doit s'agir du dernier passage de Voyager 2 près d'une planète, il n'existe pas de contraintes sur la manière de sortir du système planétaire et plusieurs choix sont possibles : l'équipe sur Terre opte pour un passage à faible distance du pôle nord de Neptune, ce qui permettra d'utiliser l'assistance gravitationnelle de la planète pour faire plonger la sonde sous l'écliptique pour un survol rapproché de Triton, la principale lune de Neptune. L'éloignement de Neptune diminue encore le débit théorique permis par la liaison radio. Aussi plusieurs mesures sont prises dans les années qui précèdent le survol pour renforcer le réseau d'antennes à Terre, notamment l'accroissement de la taille des antennes de réception existantes, la mise en service d'une nouvelle antenne à Usuda (en) au Japon et le recours au Very Large Array au Nouveau-Mexique.
Les premières observations sont effectuées à partir de mars 1989 soit 90 jours avant le passage au plus près de Neptune et près de trois ans après le survol d'Uranus. Elles permettent de découvrir les anneaux de Neptune dont l'existence n'avait jusque là jamais été prouvée : ils sont composés de particules très fines qui ne permettent pas leur observation depuis la Terre. Un champ magnétique nettement plus faible que celui d'Uranus est détecté et mesuré. Au cours de la traversée du système neptunien, neuf nouvelles lunes, de petite taille, sont découvertes (une dixième sera découverte plus tard sur des photos prises par la sonde). Compte tenu de l'éloignement de Voyager 2, il fut difficile d'envoyer à temps de nouvelles instructions pour l'observation de ces nouveaux corps célestes. Seule Protée (400 km de diamètre) fut découverte suffisamment tôt pour programmer des observations détaillées.
Le survol de Neptune a lieu le 25 août 1989 : Voyager 2 passe à 4 950 km (3 000 milles) du pôle nord de la planète. L'atmosphère de Neptune est analysée. Malgré le peu d'énergie reçue du Soleil du fait de son éloignement (3 % de ce que reçoit Jupiter), une dynamique atmosphérique est observée avec des manifestations comme la « Grande Tache sombre » et des nuages. Des vents soufflant à 2 000 km/h sont mesurés. L'étude du champ magnétique permet de déterminer que la durée d'une rotation est de 16,11 heures.
Voyager 2 passe à 39 790 km de Triton et peut recueillir des données très précises sur cette lune. La communauté scientifique estimait à l'époque que son diamètre était compris entre 3 800 et 5 000 km ; la sonde permet de ramener ce chiffre à 2 760 km. Très peu de cratères sont observés ce qui est expliqué par le volcanisme dont des manifestations sous forme de traces laissées par des geysers sont observées au pôle. Une atmosphère ténue (pression de 10 à 14 microbars soit 1⁄70000 de celle de la Terre) résultant sans doute de cette activité est détectée par Voyager 2. La température de la surface mesurée, 38 K, est la plus froide jamais détectée sur un corps céleste du Système solaire.

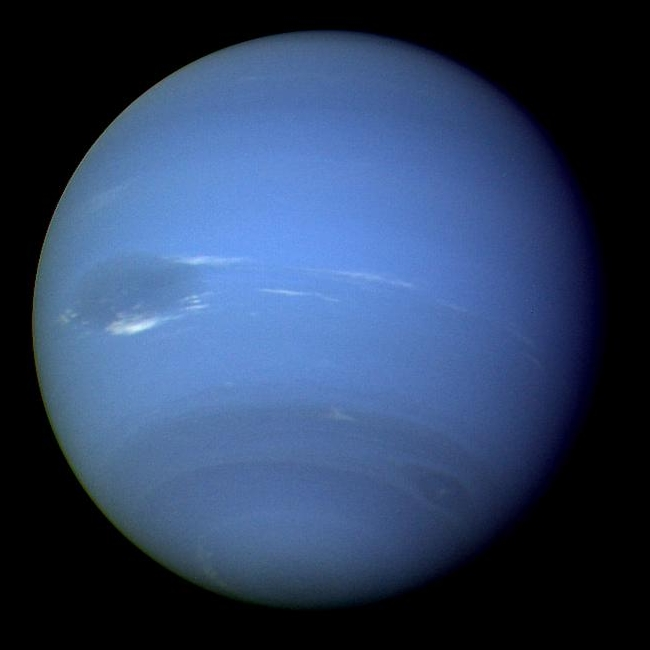
La planète Neptune.
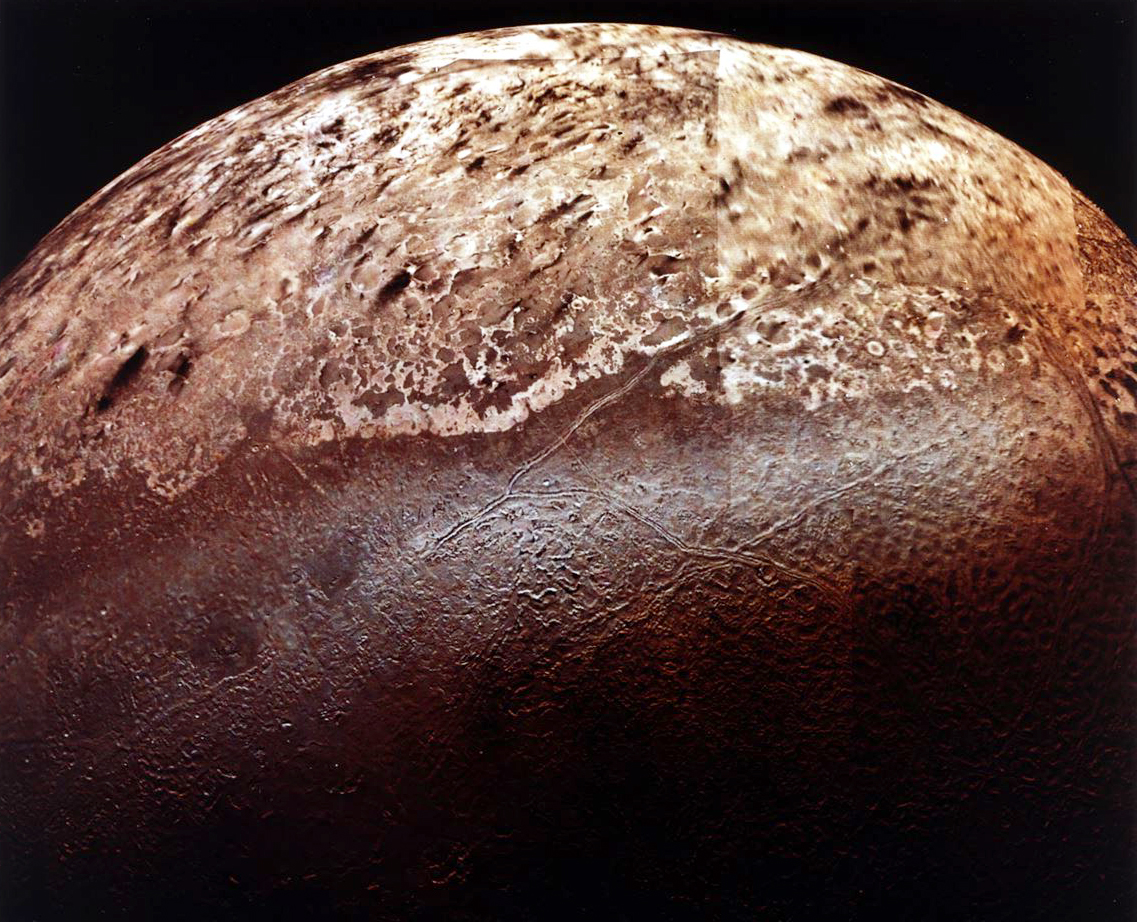
La lune Triton.
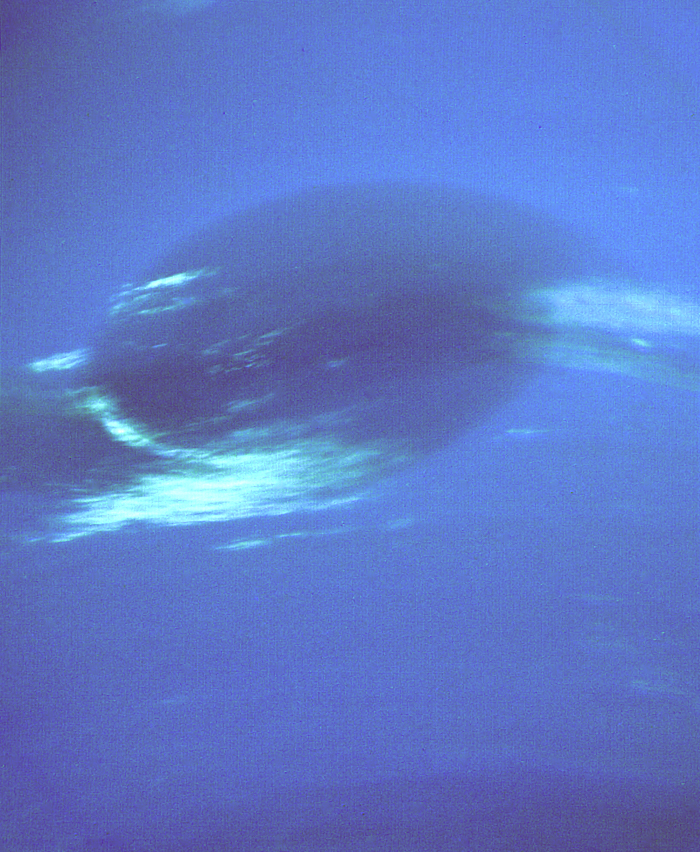
La « Grande Tache sombre » de Neptune.
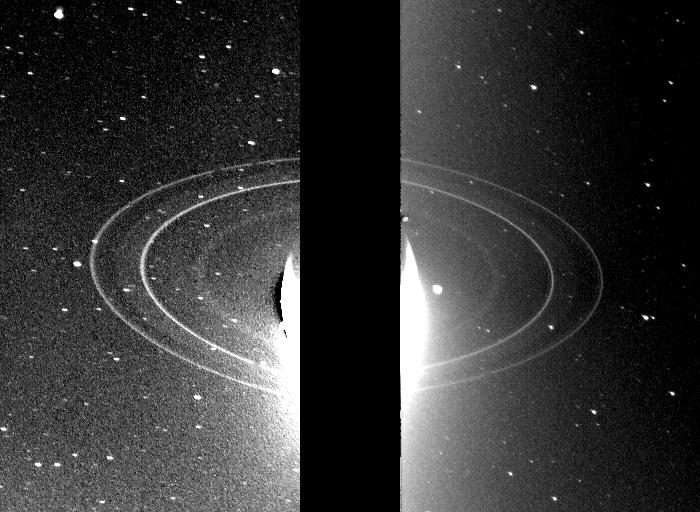
Les anneaux de Neptune.
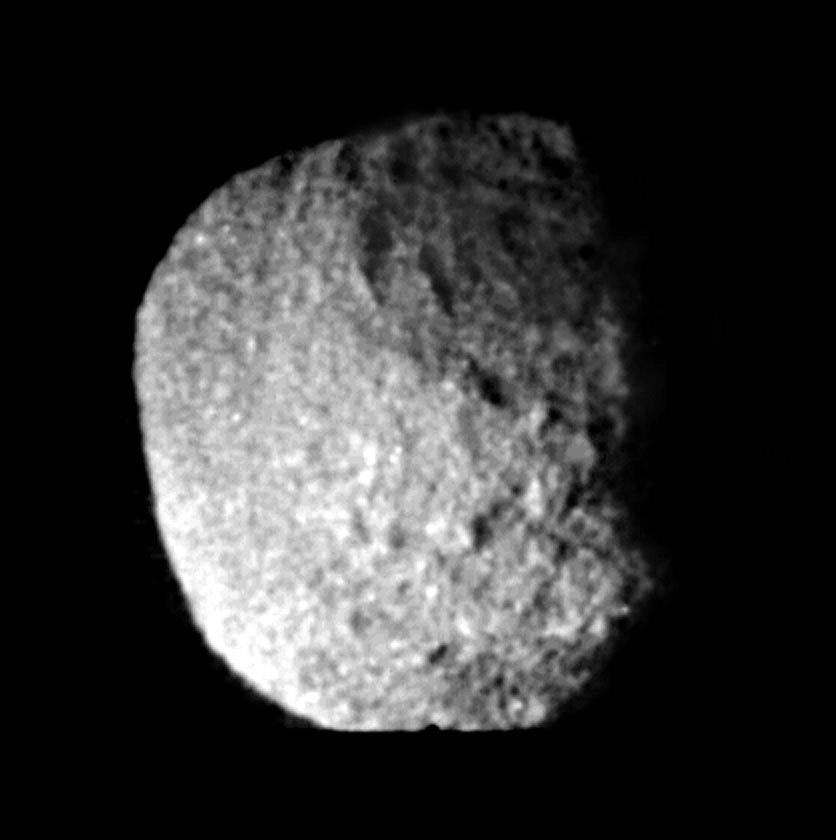
La lune Protée.
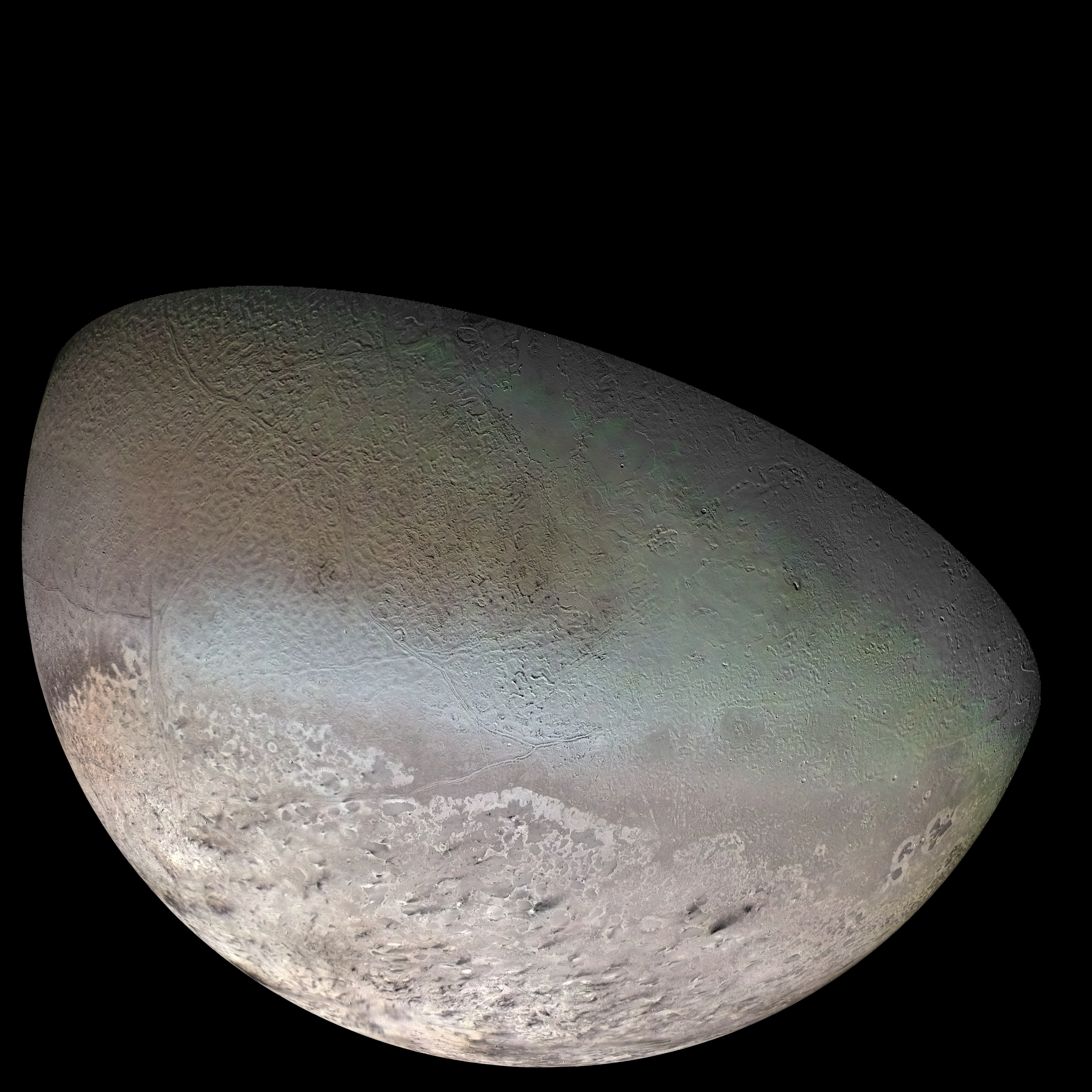
Une autre photo de Triton.

### Voyage interstellaire
Après avoir traversé le système planétaire de Neptune, Voyager 2 quitte l'écliptique avec un angle de -30°. La plateforme orientable portant une partie des instruments est désactivée mais certains des instruments restants continuent à recueillir des données sur l'environnement. Au moment de l'impact de la comète Shoemaker-Levy 9 avec Jupiter, Voyager tente d'effectuer des mesures avec le spectromètre ultraviolet mais sans résultat. Voyager 2 franchit les limites du choc terminal du soleil en août 2007 à 84 unités astronomiques du Soleil et quitte définitivement le Système solaire magnétique, délimité par l'héliopause, en novembre 2018,. La sonde se dirige vers les constellations du Sagittaire et du Paon. Dans environ 40 000 ans, Voyager 2 doit passer à une distance de 1,7 année-lumière de l'étoile Ross 248 située dans la constellation d'Andromède.

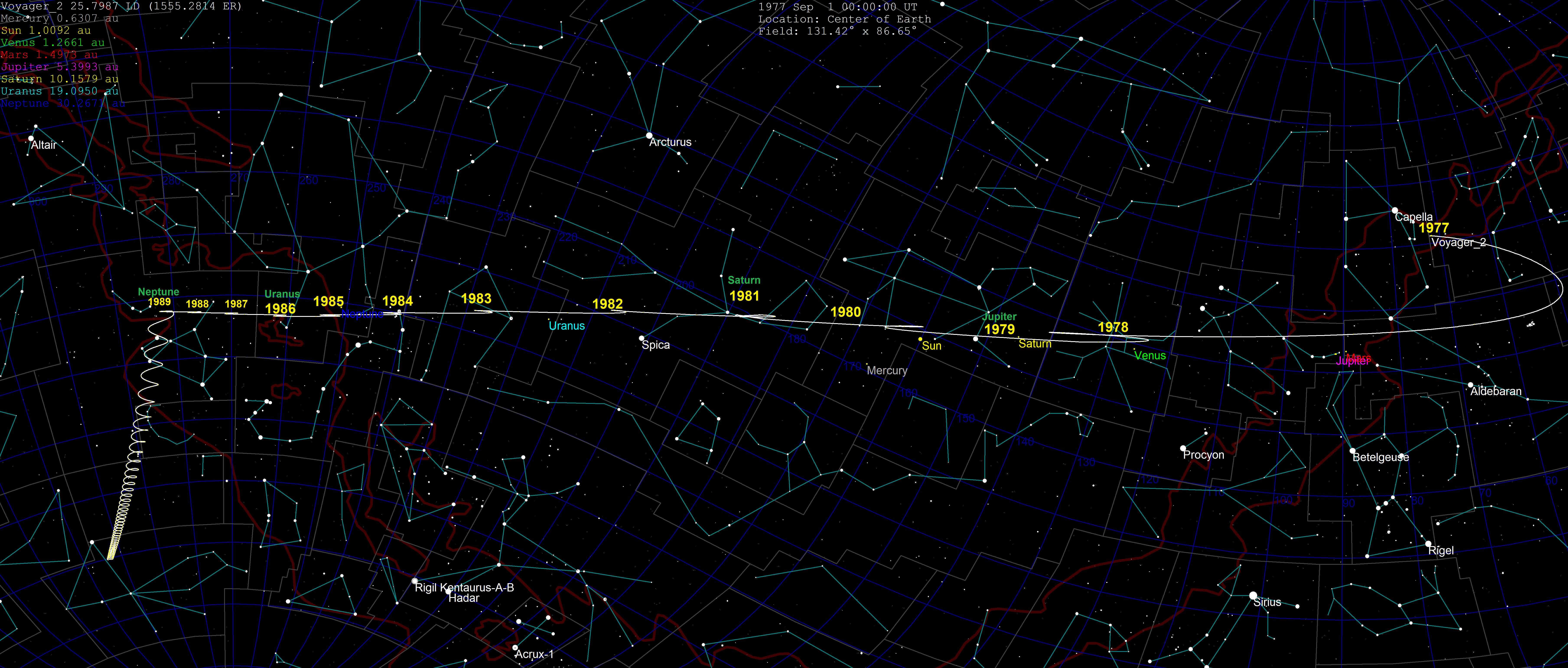
Trajectoire de Voyager 2, actuellement dans le Paon.

## Statut actuel

### Derniers faits majeurs
Le 25 janvier 2020, la sonde a brusquement basculé dans un mode de sauvegarde d’urgence qui a nécessité l’intervention de la NASA. En effet, Voyager 2 devait tourner sur elle-même à 360° afin de prendre diverses mesures ; mais la puissance nécessaire à cette manœuvre était plus importante que ce que pouvaient fournir les générateurs thermoélectriques à radioisotope (RTG). Cela a poussé Voyager 2 à se mettre en mode urgence en coupant tous les appareils scientifiques pour garder uniquement l'énergie pour les communications avec la Terre.
Le 1er août 2023, la NASA annonce avoir perdu le contact avec la sonde à la suite d'une erreur d'orientation de son antenne, désalignée de 2° par rapport à la Terre. Toutefois, la sonde se réoriente automatiquement de manière périodique à l'occasion de réinitialisations automatiques, qui se produisent à intervalles réguliers, la suivante étant alors prévue en octobre 2023. Sans attendre cela, le 4 août, l'agence réussit à reprendre contact avec la sonde en passant par le réseau Deep Space Network et lui ordonne de pivoter pour réaligner son antenne.

### Sonde
Situation au 7 juillet 2025 à 7 h 30 :
- Temps de transit de communication aller : 19 h 25 min 52 s

|                               | Kilomètres               | Unités astronomiques | Années-lumière      |
| ----------------------------- | ------------------------ | -------------------- | ------------------- |
| Distance de la Terre          | 20 849 000 000 km        | 139,38 ua            | 0,002 al            |
| Distance du Soleil            | 20 967 000 000 km        | 140,17 ua            | 0,002 al            |
| Vitesse par rapport au Soleil | 15,38 km/s ≈ 55 365 km/h | 3,23 ua/an           | 0,000 051 233 al/an |

Autres données datant de 2015 :
- carburant restant : 25,27 kg (environ 67 % utilisé) ;
- puissance du RTG : 255,8 W (environ 55 % de la puissance initiale) ;
- débit moyen des communications : 0,016 kbit/s (avec une antenne de 34 m du Deep Space Network) ;
- débit maximal des communications : 1,4 kbit/s (avec une antenne de 70 m du DSN, situation en 1999).

### Instruments
Situation au 7 mars 2025 :
| Instrument                                     | Statut       | Désactivation (partielle ou totale) | Désactivation (partielle ou totale) |
| Instrument                                     | Statut       | Date                                | Cause                               |
| ---------------------------------------------- | ------------ | ----------------------------------- | ----------------------------------- |
| CRS (Cosmic Ray System)                        | Opérationnel |                                     |                                     |
| LECP (Low Energy Charged Particles instrument) | Désactivé    | 24 mars 2025                        | Économie d'énergie                  |
| MAG (Triaxial fluxgate MAGnetometer)           | Opérationnel |                                     |                                     |
| PWS (Plasma Wave System)                       | Opérationnel |                                     |                                     |
| PLS (Plasma Spectrometer)                      | Désactivé    | 26 septembre 2024                   | Économie d'énergie                  |
| ISS (Imaging Science System)                   | Désactivé    | 10 octobre 1989 et 5 décembre 1989  | Économie d'énergie                  |
| IRIS (InfraRed Interferometer Spectrometer)    | Désactivé    | 1er février 2007                    | Économie d'énergie                  |
| PPS (PhotoPolarimeter System)                  | Désactivé    | 3 avril 1991                        | Performance dégradée                |
| PRA (Planetary Radio Astronomy investigation)  | Désactivé    | 21 février 2008                     | Économie d'énergie                  |
| RSS (Radio Science System)                     | Désactivé    |                                     |                                     |
| UVS (UltraViolet Spectrometer)                 | Désactivé    | 12 novembre 1998                    | Économie d'énergie                  |

## Futur
Le générateur électrique de Voyager 2 produisant de moins en moins d'énergie, un minimum d'instruments est actuellement laissé en marche. Vers 2025, il est probable qu'on ne puisse plus alimenter qu'un seul instrument à la fois et transmettre de faibles messages radio, puis qu'on ne puisse plus alimenter aucun instrument. La sonde devrait alors avoir fonctionné 48 à 50 ans.